# Левочево
Левочево е село в Южна България. То се намира в община Смолян, област Смолян.

## География
Село Левочево се намира на 6 км северно от Смолян и на 7 км югоизточно от курорта Пампорово, разположено е в горната част на едноименната долина.

## История

### В Османската империя до Освобождението 1912 г.
Историята на селото в огромната си част е сходна с тази на останалите християнски селища в Средните Родопи. Предполага се, че Левочево е основано през 16 век от българи бегълци, при първото голямо помохамеданчване. Според някои краеведи името на селото идва от старобългарската дума хлев – обор, а според други от името на първия заселник – Левочев. Подробностите за живота на селото през 17-и и 18 век не са много. От османските архиви се знаят общи данни за годините през тези два века – брой население, събрани данъци, понякога са описвани имената и имотното състояние на отделните семейства и родове.
През 19 век обаче настъпва напредък в развитието на населението в целия среднородопски район и оттогава съдбата на Левочево не е особено по-различна от тази на останалите християнски села наоколо. Архивните данни след този период са повече. Основен и солиден източник на доходи за среднородопските села през този век (вкл. Левочево), чак до 1912 г. е овцевъдството и поредицата занаяти, свързани с него – преработване на вълна, мляко и месо до съответните крайни продукти – платове, сирене, масло. Овцевъдството се основавало на ежегодните миграции на огромните стада овце към Беломорието наесен и обратно към Родопите напролет, като така се осигурявала целогодишна паша, без да има нужда от събиране на сено или фуражи. Според османските статистики, в определени години на 19 век производството на вълнени платове от родопските села е стигало значителни размери, още повече че при изработването им се употребявал изцяло ръчен труд. Основен потребител на тези стоки била армията. Други широко практикувани занаяти (предимно из Беломорието) били дребната търговия и строителството (и то на масивни сгради с дебели каменни зидарии). Всеки който се сметнел за достатъчно заможен посещавал Цариград, а тези които освен това били по-грамотни и религиозни осъществявали целта на живота си – посещение до Божи гроб в Йерусалим. Това пътуване, особено в онези времена, е било колкото интересно толкова скъпо, дълго и опасно, поради което завръщащите се оттам „хаджии“ били посрещани почти като светци в селото.
През 19 век селото е било до голяма степен защитено от големи своеволия и жестокости на турците. Това от една страна е заслуга на първенците на селото. Например изключително богатият чорбаджия Илия Моллаиванов, търгуващ из цялата империя и притежаващ солидни връзки с официалните власти както в Ахъ-Челеби (Смолян), така и в Пловдив, Беломорието и Цариград, неведнъж е защитавал селото от всякакви надвиснали заплахи от страна на Империята, а също и от гръцкото духовенство. От друга страна местните хайдути (по-късно наричани и комити), които паралелно са се занимавали и с чисто разбойничество, са осигурявали и някаква защита на селяните от турски бандити. Официалните турски власти обикновено или не са се интересували от това, че такива бандити нападат раята, или дори когато са се опитвали да ги преследват, това не е било ефективно. Благодарение на тези два основни вида защитници селото е спасено от опожаряване или безчинства след Априлското и Илинденско-Преображенското въстания, когато настървените турци беснеят из много родопски села.
Съгласно Берлинския договор от 1878 г., селото си остава в турско, само на няколко километра от тогавашната граница с България, но настъпващите промени в залязващата империя на практика отхлабват обръча на владичеството и немюсюлманското население постепенно и вече не само на книга придобива равни права с турското. Така например за периода 1880 – 1900 хората в селото, които така или иначе десетки години преди това са станали фактически собственици на недвижими имоти, гори и земи, вече получават за тях официални документи със силата на нотариални актове. Впоследствие тези документи, добре пазени през годините от хората, понякога се оказват аргументи при спорове свързани с връщането на частната собственост върху земите и горите в началото на 90-те години на XX век.
Свещениците Христо Поппантелеев и Андрей Макрелов основават местен комитет на ВМОРО, към който привличат Тодор Хвойнев. Към комитета е привлечен и Никола Моллаиванов и постепенно и баща му селския мухтар Илия Моллаиванов. В комитета влизат и други левочевци: Анастас Т. Кафелов , Манол Хр. Дедьов, Анастас Д. Кабасанов, Марко Ил. Плеснев - Пашата. За ръководител на комитета е избран Никола Моллаиванов.

### 1912 – 1944
Левочево е освободено през есента на 1912 г. по време на Балканската война от войските на полковник Владимир Серафимов, като бягащите турци запалват крайграничната си казарма, намираща се над селото и хората са били силно уплашени да не станат жертва на гърмящите в нея боеприпаси. Колкото и парадоксално да звучи след войните, националната катастрофа и загубата на Беломорието през 1919 г. (основен източник на работа и богатства за населението дотогава), се оказва, че България се е превърнала в мащеха за хората в Родопите. През Първата световна война селото дава жертви (поставена е паметна плоча в центъра на площада), а по разкази на стари хора настъпва незапомнен дотогава глад и понякога са ядели семена от метла поради липса на каквото и да е друго.
След войната икономиката на новоосвободените земи и в частност на селото остава трайно влошена, а населението за десетилетия напред така и не достига предишните си нива на благосъстояние. Чак до началото на 50-те години на практика в района на Средните Родопи няма никакви индустриални производства – основни консуматори на работна ръка. Дори мините в районите на Мадан-Златоград-Рудозем до началото на 50-те са били в зародиша си и не са били основен фактор, създаващ заетост в региона. През периода 1919 – 1949 г. хората преживяват основно чрез дърводобива, отглеждането и първоначалната преработка на тютюн при страшно примитивни условия и с нечовешки усилия, трудоемкото отглеждане върху бедните почви на някои земеделски култури, необходими за прехрана (сено за животните, картофи, фасул, тикви, царевица, пшеница, грах, цвекло, ябълки, круши, череши, орехи). Животновъдството също продължава да се практикува, но вече не в такива мащаби както в годините на Османската империя поради недостъпността на Беломорието (крави, овце и кокошки, по-малко кози и работен добитък – коне, мулета, магарета). През този период немалко хора също така работят в съседни села или вътрешността на страната – наемни строители, в тютюневите складове в Райково, дребна търговия.
През периода от 1912 г. докъм средата на 30-те българските правителства умишлено пренебрегват икономическото, инфраструктурното и културното развитие на целия Смолянски район. Усещала се е вътрешната неубеденост на управниците дали тези земи ще са български за дълго време. Тази неувереност се проявява и в изключително грубата и непоследователна политика на централната държавна власт спрямо мюсюлманското население в Родопите – от 1914 г. та чак до Възродителния процес гледната точка на тази власт се сменя на няколко пъти, а използваните методи за налагането ѝ не се базират на задълбочено познаване спецификата на региона и почти винаги са били насилствени или концептуално противоречащи си. Всичко това обаче, макар и непряко, се отразява много зле не само на мюсюлманското, но и на християнското население в Смолянско, особено в икономическата сфера.
От средата на 30-те започват някакви организирани действия на държавата предимно в посока подобряване на материалната база на училищата (построяват се нови училищни сгради в много села от района) и разширение (но не и асфалтиране или павиране) на разнебитените тесни пътища. Тези действия стават по-интензивни през периода 1941 – 1944 г. Тогава Средните Родопи (а в частност и Левочево, край което е минавало алтернативното трасе на пътя от Пловдив за Смолян чак докато през 1983 г. е построен Панорамния път през Пампорово) се оказват по средата на най-късото разстояние между новообразуваната Беломорска област и вътрешността на страната. Първоначално пътя Пловдив-Асеновград-Чепеларе-Рожен-Смолян-Рудозем-Ксанти е бил доста примамлив и за немските войски с оглед придвижването им към Беломорието, но след като се убеждават в лошото му състояние, те не помагат за ремонтирането му. През март 1941 преминават само някои леки моторизирани части от 164-та пехотна дивизия на генерал-лейтенант Ото Хартман, установили се за известно време в Смолян на път за Беломорието. По-голямата част от подвижния състав на Вермахта в България се основава на коне и мулета, за които не са необходими особено добри пътища. Така или иначе през целия военен период многократно се усилва трафика по този път (включително и през алтернативния край Левочево), и то не само на военна техника или традиционните каруци, но и на граждански автобуси и камиони (леките коли тогава са били екзотична рядкост за богаташи). По спомени на свидетели от това време, пътуването до Асеновград или Ксанти (около 95 км е разстоянието и до двата града) е било изнервящо преживяване, траещо цял ден дори с автомобил. Местата за разминаване били малко, имало много завои, тесни и опасни участъци с чести пропадания, образували се и задръствания – понятие, което обикновено свързваме със съвременните големи градове. Всичко това вече налагало въпреки военновременния недоимък още по-интензивно разширение и поддръжка на пътищата в Родопите. В тези дейности взимат участие и жители на Левочево, но работата отново е тежка, зле платена и непостоянна, още повече, че държавното финансиране по това време е било насочено предимно към инфраструктурата на Беломорието.

### 1944 – 1989
През първите 15 – 20 години след 1944 година, в контекста на тогавашното политическо положение на новата власт и икономическата изостаналост на България (а и като се има предвид и изостаналостта на района като цяло), започва много бавно подобрение на живота в Левочево, често обаче съпроводено с извращенията на тази власт. Продължава работата по разширението на пътищата в Родопите включително бавната работа по прокарване на пътя Левочево-Устово (но по асфалтирането се действа чак след 70-те години). Понеже в селото на практика не е имало едри капиталисти съгласно комунистическите критерии, а властта изисквала „лов на вещици“ във всяко населено място, партийните лидери (често полуграмотни) и тук набелязват такива. Техни жертви са били хора, които са били просто малко по-добре материално в сравнение с повечето жители, като например са имали повече гори и земи или са развивали дребна търговия. Имало е и случаи на тормоз и опити за реванш от страна на силните на деня към хора, с които те са имали стари семейни или лични вражди. Притискани са и семейства, които през периода 1941 – 1944 г. са били преселници в т. нар. „нови земи“ в Беломорието просто с цел да намерят по-добро препитание. За щастие, в Левочево престъпленията на комунистическата власт никога не са стигали до фатална крайност, както на много места в България – лагери, убийства. Обикновено на набелязаните семейства е било нареждано да работят само определен вид работа, забранявано да учат висше образование или да работят и живеят извън селото.
Така че не е чудно, че населението на Левочево като цяло приема комунистическата власт, особено след 60-те години, когато нещата улягат – социалистическия строй вече изглежда неизбежен и не се очертава скоро да свърши. Затова по онова време вече се наблюдава примирение и приспособяване на хората към ситуацията. Купоната система най-сетне отпада, грубите извращения също намаляват, поминъкът и инфраструктурата все така бавно, но постоянно се подобряват. Едно от много големите и дълготрайни прегрешения на комунистическата власт е създаването на ТКЗС през 1959 година на планинските терени, каквото е и землището на селото. Поради особеностите на планинския ландшафт – малки, разпокъсани, неплодородни и трудно достъпни парчета земя, без възможност за машинна обработка и напояване – те са непригодни за уедряване в блокове. По този начин в началото на 60-те години повечето хора вече не са собственици на земите си. Само някои парчета земя са оставени извън ТКЗС и раздадени за изхранване на семействата под формата на т. нар. „лично ползване“ – вид скрито преразпределяне на дребна частна собственост върху земите, характерно за комунизма. Интересна особеност е обаче, че често властите раздават такива парчета на своите си хора по своя преценка, и така те създават основа за дългогодишни конфликти между старите (истински) и „новите“ собственици. В същото време ръчният примитивен селскостопански труд продължава да преобладава и в ТКЗС, а и на всичкото отгоре репресивният апарат налага на работещите там непостижимо високи норми за добиви. Освен това, дълги години след края на Втората световна война, от всяко семейство, притежаващо животни, се изискват годишно за държавата определени количества мляко, месо и вълна. По този начин се появява заплаха за изхранването не само на домашните животни, но и на самите членове на семействата.
Едва след 70-те години настъпва частична справедливост, когато държавата създава условия всеки да закупува на ниски цени фуражи за подпомагане на личното си стопанство както и повече земи за „лично ползване“, като това пак е обвързано със съответните количества предадена на държавата продукция. Чак през този период се слага край и на задължително налагания от държавата още от 50-те години робски труд по отглеждане и първична обработка на тютюн срещу нищожно заплащане. Всичките тези безумия отказват окончателно от селскостопанска работа много голям брой левочевци и това засилва допълнително непрекъснатата миграция на хората (особено младите) от селото към градовете – в началото на 50-те предимно към Смолян или мините в Мадан, Рудозем, Кърджали, по-късно и към Пловдив и София. На тези места те намират условия за образование и държавна работа свързана главно с промишлеността, административната или партийната йерархия и не мислят да поглеждат назад. През 60-те години е направен опит да се задържат част от хората на селото, като е построен санаториум за силикозно и туберкулозно болни поради изключително благоприятния климат и чистотата на околната среда. До 1992 г., когато е закрит, в този санаториум работят много жители на селото като обслужващ персонал.

### 1989 –
След 1989 г., отново в контекста на ставащото в цяла България, развитието на селото тръгва надолу предимно с негативите на миналото – характерните за времето преди 1944 г. партизанщина, алчност и печалбарство на всяка цена, тесногръди дребни частни интереси и лични вражди без мисъл за следващите 5, 10 или 20 години; или липса на държавност, бюрокрация, корупция и мафия – наследствата от комунизма. Последвалият и продължаващ все още тотален крах на промишлеността и съответно на обслужващите я сфери в България доведоха до превръщането на Левочево в характерното „село със затихващи функции“ поради липсата в региона на възможности за каквато и да е работа, която да е достатъчно платена, за да останат хората в селото и едновременно с това да посрещат поне елементарните си нужди. Понастоящем почти всички жители на селото са пенсионери. За сравнение – броят на населението в минали периоди често е надминавал 500 души, и то предимно млади.

### По-важни събития
- В началото на 20-те години на 20. век (по време на Първото правителство на Александър Стамболийски през периода 1919 – 1923 г.), край селото се изгражда телефонна връзка между Пловдив и Пашмакли (Смолян). Тогава кметството на селото също е свързано със света чрез постоянна телефонна линия, която си остава единствената до идването на „Народната власт“. През годините на социализма телефонизацията е изключително слаба. Прокарват един телефон до пощата (за ползване от цялото население), друг до Здравната служба, трети до училището и само още няколко частни – до домовете на отделни партийни, стопански и административни лидери на селото. Масовото телефонизиране за всички частни абонати се осъществява чак през 1984 – 1985 г.
- До 30-те години селските чешми са били малко, с локални водохващания и къси дървени или глинени водопроводи. През 1934 – 1936 г. с много доброволен труд на населението са построени каптаж, водоем и водопровод. Първоначално са изградени само външни чешми, като всяка е обслужвала по няколко къщи. Вътрешни водопроводи към отделните къщи се прокарват чак в края на 50-те години. Главните тръби между каптажа и водоема са били най-напред глинени и съответно много трошливи, след години са заменени с етернитови, в края на 80-те години отново са заменени със стоманени (пак с доброволен труд). Последните промени във водоснабдяването са към 2020 г., когато всички главни водопроводи (включително тези в самото село) са подменени със съвременни пластмасови. Финансирането е от програма по Воден цикъл на Смолянската община.
- 1934 – 1939 г. – построяване на новата, голяма и модерна за времето си сграда на училището.
- 1949 – 1950 г. – електрифициране на селото. Типично за лицемерната комунистическа власт, то е извършено под лозунга за грижата на тази власт за народа. Но това не е пречело същата да изисква определени килограми медни съдове от всяка къща, като условие за електрифицирането ѝ.
- През 70-те години е завършена и асфалтирана след близо 30-годишни „героични усилия на Народната власт“ 3500 м тясна четвъртокласна пътна отсечка до централното шосе Асеновград – Рожен – кв. Устово (Смолян). Доскоро това бе единствения асфалтиран (макар и вече доста разбит) път за нормален достъп на коли и камиони до селото.
- През 70-те е завършена и централна канализация (отново изцяло с доброволен труд на населението), която обхваща по-голямата част от селото; едва преди няколко години към нея са включени още някои къщи. ВИК-Смолян не припознава тази канализация като част от задълженията си (понеже не била построена от държавата), поради което тя е не се обслужва и на места е повредена.
- 1984 г. – бетониране на главната улица, водеща към горните махали и Санаториума.
- 2007 – 2009 г. – построяване на пътя, свързващ селото и околните вилни селища с Пампорово (около 4 км). По стара традиция, финалното доасфалтиране на малка отсечка от този път, и окончателното му завършване съгласно всички изисквания, бе осъществено чак през 2020 г.

## Перспективи за икономическо развитие
През последните години, макар и много бавно и мъчително, се наблюдават наченки за развитие на туризма в селото. То е съпроводено с множество спънки, причинени както от пазарната конюнктура и лошите закони, така и от бюрокрацията и корупцията на държавната и местната власти в Смолян. Изградено е вилно селище „Амампури“, в различни фази на строеж са още малките селища „Каталуния“, „Касиопея“, „Ливърпул плейс сити“, „Вистас“ и „Орфей и Евридика“. Готов е и новия път свързващ както тях, така и самото село директно с Пампорово (само на няколко км). Макар и след поредица от гафове, може да се каже, че в общи линии е готова и останалата инфраструктура по обслужването на тези комплекси (ток, вода, канализация). Ремонтирани бяха и няколко частни къщи в селото, превърнати в малки хотели. Характерното е, че съгласно плановете в района не се предвиждат повече строежи, тъй като най-сетне има поука от грешките с безумното бетониране и презастрояване на големите български курорти.

## Религии
- Източно-православна

## Обществени институции
Селото е в рамките на Смолянска община и се управлява повече от 20 години (от юни 1986 г.) от кметския наместник Христо Ставракев, починал в края на декември 2009. През 2015 е избран нов кмет – Ангел Томов Янев.

## Културни и природни забележителности
- Църква „Св. св. Петър и Павел“ – архитектурен паметник, построена за по-малко от 40 дни през 1836 г. със султански ферман.
- Най-старият параклис „Св. Богородица“ от 1666 г. в центъра на селото, поправян на два пъти – последно 1999 г. от набор 1949 година.
- 29 къщи от селото са обявени за архитектурни паметници от местно значение. Най-старите къщи датират от 1876 г. и някои от тях са в оригиналния си вид, т.е. не са поправяни през всичките тези години, поради което и не са в добро състояние.

## Личности
- Алекси Щинков, деец на ВМОРО, четник на Тодор Хвойнев
- Надежда Хвойнева – народна певица
- Тодор Батков – адвокат
- Мария Нейкова – естрадна певица (не е живяла в селото, но нейният баща Янко Настрадинов е живял и израснал в Левочево)
- Тодор Хвойнев (Хвойню войвода)
- Тома В. Търпанов – първи от селото с висше образование, завършил химия в СУ „Кл. Охридски“ през 1895 година.
- Метакса Гугински – деец на БРП
- Манол Анастасов, македоно-одрински опълченец, 25-годишен, зидар, основно образование, 1 рота на 14 воденска дружина, 1 рота на 10 прилепска дружина[4]
- Щоно Щинков, деец на ВМОРО, четник на Тодор Хвойнев

## Редовни събития
- Събор „Илинден“ – празнува се около 20 юли, през най-близките до тази дата събота и неделя.